# Conflicto (telenovela mexicana)
Conflicto fue una telenovela mexicana en blanco y negro que se transmitió por Telesistema Mexicano (hoy Televisa) en 1961 y protagonizada por Carmen Molina, Nicolás Rodríguez, Jacqueline Andere y Alejandro Ciangherotti

## Argumento
La historia se centra en los problemas de una familia que no acepta sociedades humildes en su vida, siendo una familia ambiciosa y cruel.

## Elenco
- Carmen Molina ... Rosa Altamirano
- Alejandro Ciangherotti ... Eduardo Altamirano
- Nicolás Rodríguez ... Don Miguel Altamirano
- Maruja Grifell
- Freddy Fernández "El Pichi"
- Jacqueline Andere ... Andrea
- María Teresa Rivas
- Luis Bayardo
- Gerardo del Castillo

## Producción
- Historia Original: Marissa Garrido.

## Datos a resaltar
- La telenovela está grabada en blanco y negro.
- Realizada bajo la producción de Telesistema Mexicano S.A.

## Adaptaciones
- Se realizó una adaptación brasileña titulada Conflito producida por SBT y protagonizada por Ana Rosa, Jonas Mello y Wilson Fragoso en 1982.